# Лукашев, Филипп Леонидович
Филипп Леонидович Лукашев (1929—2012) — советский работник угольной промышленности, Герой Социалистического Труда.

## Биография
Родился 29 августа 1929 года в селе Астахово, ныне Свердловского района Луганской области Украины.
В марте 1963 года возглавил созданную скоростную проходческую бригаду на шахте «Западная-Капитальная» треста «Несветайантрацит». Всего за год бригада прошла 2343 метра горных выработок, дав дополнительно к плану 174 метра. Производительность труда бригады выросла на 9,4 % — за это достижение четыре члена бригады в 1965 году были награждены медалями ВДНХ; в их числе Ф. Л. Лукашев — серебряной.
Под землёй Лукашев проработал 44 года, большую часть из них — в проходке.
Умер 19 мая 2012 года.

## Награды
- Указом Президиума Верховного Совета СССР от 29 июня 1966 года — за выдающиеся заслуги в выполнении заданий семилетнего плана и достижение высоких технико-экономических показателей в работе, бригадиру проходчиков горных выработок шахты «Западная-Капитальная» треста «Несветайантрацит» комбината «Ростовуголь», Филиппу Лукашеву было присвоено звание Героя Социалистического Труда с вручением ордена Ленина и золотой медали «Серп и Молот».
- Также награждён орденами Трудового Красного Знамени и Октябрьской Революции, знаками «Шахтерской славы».
- Указом губернатора Ростовской области В. Ф. Чуба Филиппу Леонидовичу Лукашеву объявлена Благодарность за большой вклад в социально-экономическое развитие области, нравственное воспитание молодежи и многолетний добросовестный труд.[2]